# فلسن
شهر فلسن (به هلندی: Velsen) در هلند شمالی در کشور هلند واقع شده‌است. جمعیت این شهر ۶۷٫۵۶۳ نفر  است.